# Canton de Commentry
Le canton de Commentry est une circonscription électorale française située dans le département de l'Allier et la région Auvergne-Rhône-Alpes.
À la suite du redécoupage cantonal de 2014, les limites territoriales du canton sont remaniées. Le nombre de communes du canton passe de 4 à 24.

## Géographie
Le canton était organisé autour de Commentry dans l'arrondissement de Montluçon. Son altitude varie de 309 m (Malicorne) à 553 m (Hyds) pour une altitude moyenne de 426 m.

## Histoire
- Canton créé par la loi du 16 juin 1859 (division du canton de Montmarault).
- Le redécoupage des cantons du département a modifié le périmètre de ce canton[2]. Certaines communes rejoignant le canton sont issues des cantons de Montmarault ou de Montluçon-Est.

## Représentation

### Conseillers généraux de 1859 à 2015
| Période | Période          | Identité                            | Étiquette                      | Qualité |
| ------- | ---------------- | ----------------------------------- | ------------------------------ | --- |
| 1859    | 1867 (démission) | Louis Rambourg (1801-1893)          |                                | Ancien industriel (co-directeur des mines de Commentry) Propriétaire du château de Boucé                                         |
| 1867    | 1871             | Christophe Mony (1800-1884)         | Majorité dynastique            | Directeur des forges Maire de Commentry (1865-1870) - Député (1868-1870)                                                         |
| 1871    | 1871 (invalidé)  | Auguste Martenot                    | Appel au peuple (Bonapartiste) | Maître de forges à Commentry Député (1871-1876)                                                                                  |
| 1871    | 1889             | Pierre Aujame                       | Républicain                    | Négociant Adjoint au maire de Commentry                                                                                          |
| 1889    | 1889 (invalidé)  | Georges Boulanger                   | Boulangiste                    | Général |
| 1889    | 1890 (démission) | Christophe Thivrier (1841-1895)     | Socialiste                     | Mineur, ouvrier aux chemins de fer, puis commerçant à Commentry, conseiller d'arrondissement Député (1889-1895)                  |
| 1890    | 1892 (démission) | Raoul Frenot dit Fréjac             | POF                            | Secrétaire de mairie à Commentry                                                                                                 |
| 1892    | 1895 (décès)     | Christophe Thivrier                 | Socialiste                     | Commerçant Maire de Commentry (1882-1884 et 1888-1889)                                                                           |
| 1895    | 1901             | Pierre Aujame                       | Républicain                    | Député (1885-1889) Maire de Commentry (1878-1881 et 1884-1888)                                                                   |
| 1901    | 1919             | Léon Thivrier (fils de Ch.Thivrier) | PSR puis SFIO                  | Docteur en médecine Député (1902-1919)                                                                                           |
| 1919    | 1940             | Isidore Thivrier Frère du précédent | SFIO                           | Commerçant puis mineur Maire de Commentry (1936-1940) Député (1924-1940) Président du Conseil Général (1933-1935)                |
|         |                  |                                     |                                | |
| 1945    | 1988             | Georges Rougeron                    | SFIO puis PS                   | Fonctionnaire communal Président du Conseil général (1945-1970 et 1976-1979) Maire de Commentry (1947-1989) Sénateur (1959-1971) |
| 1988    | 2001             | Guy Formet                          | PS                             | Ingénieur-géomètre Maire de Commentry de 1989 à 2001                                                                             |
| 2001    | 2015             | Claude Riboulet                     | UDI                            | Professeur Adjoint au maire de Commentry depuis 2001 Maire de Commentry (2014-2015)                                              |

### Conseillers d'arrondissement (de 1859 à 1940)
| Période                                  | Période      | Identité                   | Étiquette       | Qualité |
| ---------------------------------------- | ------------ | -------------------------- | --------------- | --- |
| 1880                                     | 1889         | Christophe Thivrier        | Socialiste      | Mineur, ouvrier aux chemins de fer, puis commerçant à Commentry                                              |
|                                          |              |                            |                 | |
| 1892                                     | 1936 (décès) | Jean Dumazet (1861-1936)   | Socialiste SFIO | Ouvrier à la forge, puis relieur et bijoutier à Commentry, Président du Conseil d'arrondissement (1919-1936) |
| 1937                                     | 1940         | Alfred Charlet (1892-1967) | SFIO            | Ouvrier puis contremaître d'industrie, conseiller municipal de Commentry                                     |
| 1940                                     |              |                            |                 | Les conseils d'arrondissement ont été suspendus par la loi du 12 octobre 1940 et n'ont jamais été réactivés  |
| Les données manquantes sont à compléter. |              |                            |                 | |

Sources : Archives départementales de l'Allier, rubrique "Presse" - https://archives.allier.fr/archives-en-ligne/presse?arko_default_63e27309704a6--ficheFocus=

### Conseillers départementaux à partir de 2015
| Période élective | Période élective | Mandat | Mandat   | Identité           | Nuance | Nuance | Qualité                                                                                                   |
| ---------------- | ---------------- | ------ | -------- | ------------------ | ------ | ------ | --- |
| 2015             | 2021             | 2015   | 2021     | Claude Riboulet    |        | UDI    | Formateur Ancien maire (et premier adjoint jusqu'en 2020) de Commentry Président du Conseil départemental |
| 2015             | 2021             | 2015   | 2021     | Christiane Touzeau |        | DVD    | Retraitée, maire de Doyet                                                                                 |
| 2021             | 2028             | 2021   | en cours | Claude Riboulet    |        | UDI    | Conseiller sortant, Président du conseil départemental                                                    |
| 2021             | 2028             | 2021   | en cours | Anne Saint-Julien  |        | DVD    | Adjointe au maire de Montmarault                                                                          |

#### Élections de mars 2015
À l'issue du premier tour des élections départementales de 2015, deux binômes sont en ballottage : Claude Riboulet et Christiane Touzeau (DVD, 42,65 %) et Elisabeth Blanchet et Sylvain Bourdier (FG, 22,02 %). Le taux de participation est de 56 % (7 732 votants sur 13 806 inscrits) contre 53,8 % au niveau départemental et 50,17 % au niveau national.
Au second tour, Claude Riboulet et Christiane Touzeau (DVD) sont élus avec 54,58 % des suffrages exprimés et un taux de participation de 54,97 % (3 809 voix pour 7 586 votants et 13 801 inscrits).

#### Élections de juin 2021
Le premier tour des élections départementales de 2021 est marqué par un très faible taux de participation (33,26 % au niveau national). Dans le canton de Commentry, ce taux de participation est de 40,92 % (5 508 votants sur 13 462 inscrits) contre 36,56 % au niveau départemental. À l'issue de ce premier tour, deux binômes sont en ballottage : Claude Riboulet et Anne Saint-Julien (Union au centre et à droite, 63,68 %) et Josiane Auberger et Sylvain Bourdier (Union à gauche, 36,32 %).
Le second tour des élections est marqué une nouvelle fois par une abstention massive équivalente au premier tour. Les taux de participation sont de 34,3 % au niveau national, 37,8 % dans le département et 41,39 % dans le canton de Commentry. Claude Riboulet et Anne Saint-Julien (Union au centre et à droite) sont élus avec 64,98 % des suffrages exprimés (3 487 voix pour 5 572 votants et 13 462 inscrits),,.

## Composition

### Composition avant 2015
Le canton de Commentry regroupait quatre communes.
| Nom                   | Code Insee | Codepostal | Superficie (km2) | Population (dernière pop. légale) | Densité (hab./km2) |
| --------------------- | ---------- | ---------- | ---------------- | --------------------------------- | ------------------ |
| Commentry (chef-lieu) | 03082      | 03600      | 20,96            | 6 592 (2012)                      | 315                |
| Colombier             | 03081      | 03600      | 12,92            | 325 (2012)                        | 25                 |
| Hyds                  | 03129      | 03600      | 18,71            | 319 (2012)                        | 17                 |
| Malicorne             | 03159      | 03600      | 11,84            | 829 (2012)                        | 70                 |

### Composition après 2015
Le nouveau canton de Commentry est composé de vingt-quatre communes entières :
| Nom                               | Code Insee | Intercommunalité                          | Superficie (km2) | Population (dernière pop. légale) | Densité (hab./km2) | Modifier                                    |
| --------------------------------- | ---------- | ----------------------------------------- | ---------------- | --------------------------------- | ------------------ | ------------------------------------------- |
| Commentry (bureau centralisateur) | 03082      | CC Commentry Montmarault Néris Communauté | 20,96            | 6 018 (2022)                      | 287                | modifier les données · modifier les données |
| Beaune-d'Allier                   | 03020      | CC Commentry Montmarault Néris Communauté | 24,20            | 293 (2022)                        | 12                 | modifier les données · modifier les données |
| Bézenet                           | 03027      | CC Commentry Montmarault Néris Communauté | 9,94             | 917 (2022)                        | 92                 | modifier les données · modifier les données |
| Blomard                           | 03032      | CC Commentry Montmarault Néris Communauté | 22,37            | 229 (2022)                        | 10                 | modifier les données · modifier les données |
| Chamblet                          | 03052      | CC Commentry Montmarault Néris Communauté | 20,50            | 1 079 (2022)                      | 53                 | modifier les données · modifier les données |
| Chappes                           | 03058      | CC Commentry Montmarault Néris Communauté | 18,60            | 231 (2022)                        | 12                 | modifier les données · modifier les données |
| Chavenon                          | 03070      | CC Commentry Montmarault Néris Communauté | 17,47            | 139 (2022)                        | 8,0                | modifier les données · modifier les données |
| Colombier                         | 03081      | CC Commentry Montmarault Néris Communauté | 12,92            | 328 (2022)                        | 25                 | modifier les données · modifier les données |
| Deneuille-les-Mines               | 03097      | CC Commentry Montmarault Néris Communauté | 24,88            | 352 (2022)                        | 14                 | modifier les données · modifier les données |
| Doyet                             | 03104      | CC Commentry Montmarault Néris Communauté | 27,58            | 1 129 (2022)                      | 41                 | modifier les données · modifier les données |
| Hyds                              | 03129      | CC Commentry Montmarault Néris Communauté | 18,71            | 301 (2022)                        | 16                 | modifier les données · modifier les données |
| Louroux-de-Beaune                 | 03151      | CC Commentry Montmarault Néris Communauté | 10,66            | 180 (2022)                        | 17                 | modifier les données · modifier les données |
| Malicorne                         | 03159      | CC Commentry Montmarault Néris Communauté | 11,84            | 768 (2022)                        | 65                 | modifier les données · modifier les données |
| Montmarault                       | 03186      | CC Commentry Montmarault Néris Communauté | 9,00             | 1 522 (2022)                      | 169                | modifier les données · modifier les données |
| Montvicq                          | 03189      | CC Commentry Montmarault Néris Communauté | 10,02            | 697 (2022)                        | 70                 | modifier les données · modifier les données |
| Murat                             | 03191      | CC Commentry Montmarault Néris Communauté | 20,07            | 267 (2022)                        | 13                 | modifier les données · modifier les données |
| Saint-Angel                       | 03217      | CC Commentry Montmarault Néris Communauté | 25,27            | 753 (2022)                        | 30                 | modifier les données · modifier les données |
| Saint-Bonnet-de-Four              | 03219      | CC Commentry Montmarault Néris Communauté | 18,73            | 223 (2022)                        | 12                 | modifier les données · modifier les données |
| Saint-Marcel-en-Murat             | 03243      | CC Commentry Montmarault Néris Communauté | 16,82            | 129 (2022)                        | 7,7                | modifier les données · modifier les données |
| Saint-Priest-en-Murat             | 03256      | CC Commentry Montmarault Néris Communauté | 25,48            | 213 (2022)                        | 8,4                | modifier les données · modifier les données |
| Sazeret                           | 03270      | CC Commentry Montmarault Néris Communauté | 17,94            | 140 (2022)                        | 7,8                | modifier les données · modifier les données |
| Verneix                           | 03305      | CC Commentry Montmarault Néris Communauté | 30,87            | 577 (2022)                        | 19                 | modifier les données · modifier les données |
| Vernusse                          | 03308      | CC Commentry Montmarault Néris Communauté | 19,55            | 150 (2022)                        | 7,7                | modifier les données · modifier les données |
| Villefranche-d'Allier             | 03315      | CC Commentry Montmarault Néris Communauté | 39,63            | 1 265 (2022)                      | 32                 | modifier les données · modifier les données |
| Canton de Commentry               | 0303       |                                           | 474,01           | 17 900 (2022)                     | 38                 | modifier les données                        |

## Démographie

### Démographie avant 2015
| 1962   | 1968   | 1975   | 1982   | 1990  | 1999  | 2006  | 2011  | 2012  |
| ------ | ------ | ------ | ------ | ----- | ----- | ----- | ----- | ----- |
| 11 110 | 11 355 | 11 269 | 10 455 | 9 567 | 8 689 | 8 333 | 8 045 | 8 065 |

### Démographie depuis 2015
En 2022, le canton comptait 17 900 habitants, en évolution de −3,21 % par rapport à 2016 (Allier : −1,38 %, France hors Mayotte : +2,11 %).
| 2013   | 2018   | 2022   |
| ------ | ------ | ------ |
| 18 796 | 18 276 | 17 900 |